# Dalston square
Dalston Place est un complexe situé juste à côté de Kingsland Road (en), près de la gare de Dalston Junction à Hackney, à l'est de Londres, qui comprend environ 500 habitations, une bibliothèque, un espace public, des boutiques et des restaurants.

## Vue d'ensemble

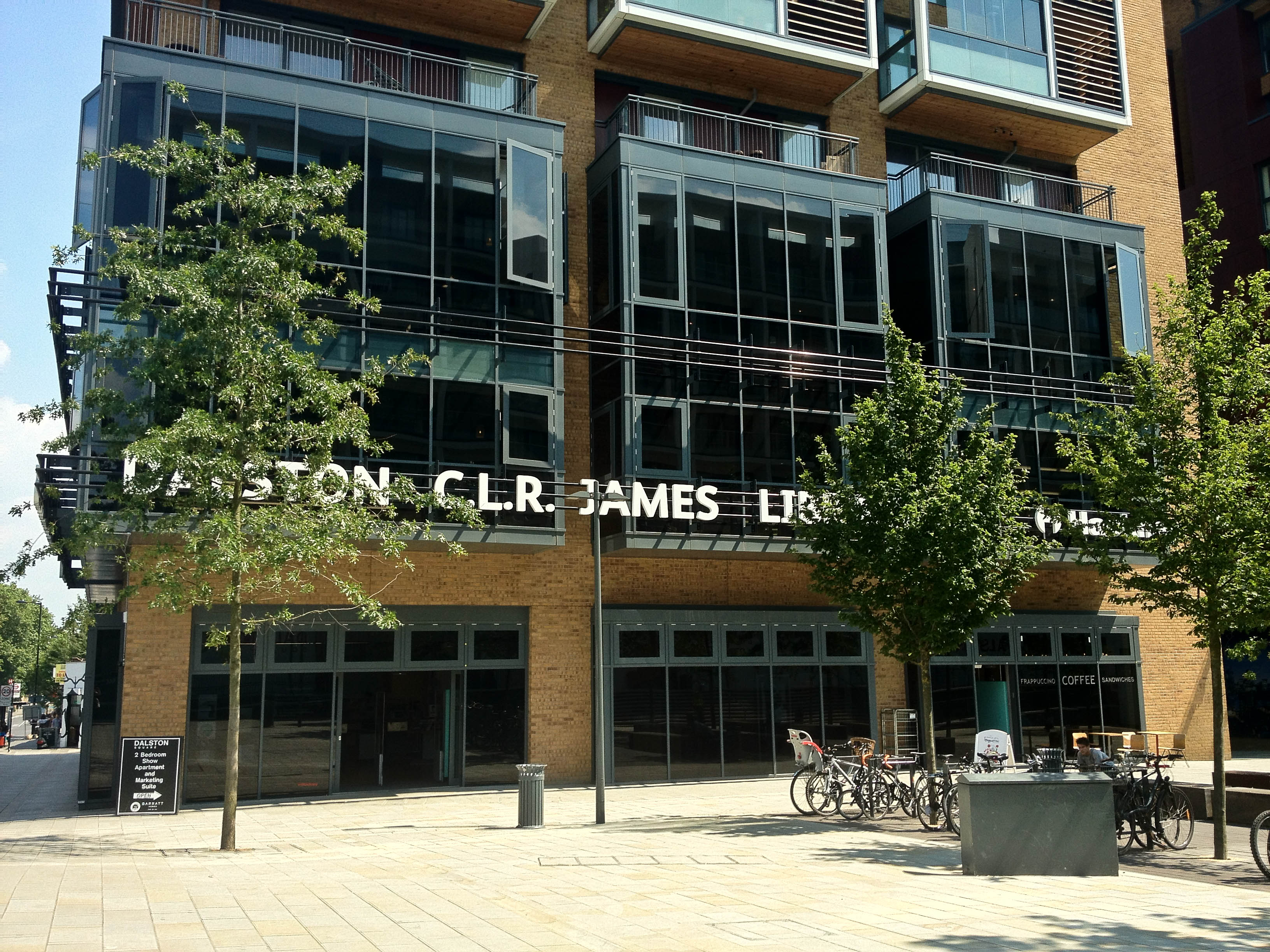
La bibliothèque de Dalston square

L'Agence de développement de Londres et les propriétaires fonciers (Hackney Council et Transport for London) ont développé deux sites à Dalston Lane South et Dalston Junction pour transformer le quartier. Le développement a été critiqué par la population locale depuis qu'un bâtiment de théâtre victorien en décomposition, qui a abrité le lieu de la musique d'avant-garde des The Four Aces Club, a été démoli pour faire place pour le développement.
La bibliothèque C. L. R. James de Dalston, qui se situe sur le square, est la première bibliothèque à ouvrir à Hackney depuis 20 ans.